# Valged ööd
"Valged ööd" je čtvrtý singl estonské zpěvačky Getter Jaani vydaný pod estonským hudební vydavatelstvím Moonwalk. V písní si zazpíval i Koit Toome. Píseň byla vydána 22. května 2011 a je obsažena ve druhém albu Getter Jaani — Rockefeller Street.

## Seznam písní
| Digitální distribuce – singl | Digitální distribuce – singl | Digitální distribuce – singl |
| Pořadí                       | Název                        | Délka                        |
| ---------------------------- | ---------------------------- | ---------------------------- |
| 1.                           | Valged ööd                   | 3:50                         |

## Žebříčky
| Žebříčky (2011)   | Nejvyšší pozice |
| ----------------- | --------------- |
| Estonsko (Top 40) | 1               |

## Historie vydání
| Země               | Datum           | Formát               | Vydavatelství |
| ------------------ | --------------- | -------------------- | ------------- |
| Spojené království | 22. května 2011 | digitální distribuce | Moonwalk      |